# Valtatie 7
Pour les articles homonymes, voir Route nationale 7.
La Valtatie 7 (en suédois : Riksväg 7) est une route nationale finlandaise, appartenant à la route européenne 18. Avec une longueur est de 189 km, elle relie la place Erottaja d'Helsinki à Virolahti, plus précisément au poste-frontière de Vaalimaa, située à la frontière russe.

## Trajet
La route traverse les villes de Helsinki – Vantaa – Helsinki (bis) – Sipoo – Porvoo – Loviisa – Pyhtää – Kotka – Hamina – Virolahti - Vaalimaa (frontière russe). Seuls 86 kilomètres de l'ensemble de la route nationale sont considérés comme une autoroute. Un projet ayant pour but de transformer l'ensemble de la route nationale en autoroute sera achevé en 2015. La construction d'un tronçon autoroutier contournant la ville de Hamina a commencé en 2011.

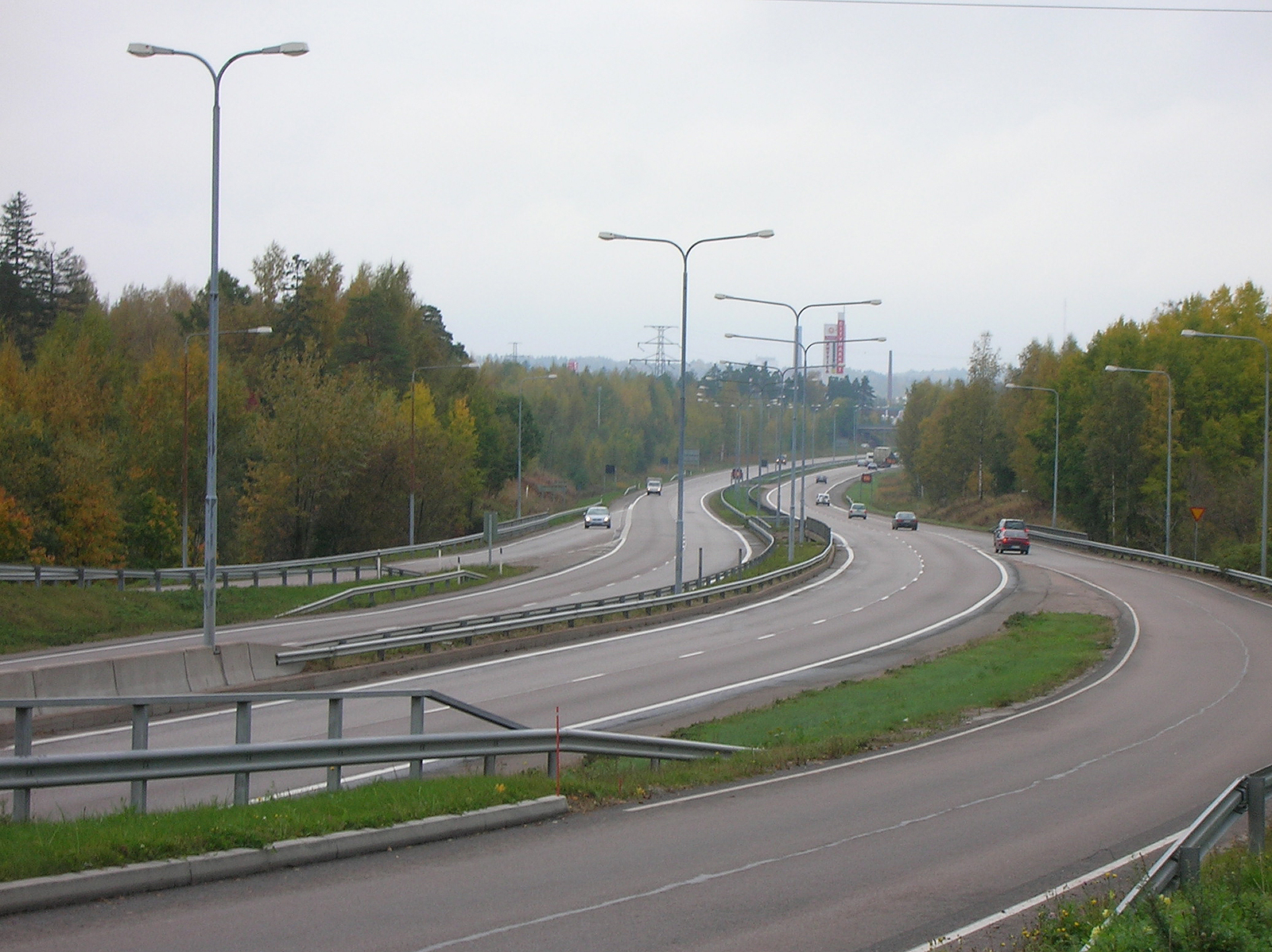
Valtatie 7 à la hauteur de Karhula, Kotka.